# Eterodiamante
L'eterodiamante è un materiale superduro contenente boro, carbonio e azoto (BCN). Si forma ad alte temperature e alte pressioni, ad esempio mediante l'applicazione di un'onda d'urto esplosiva a una miscela di diamante e nitruro di boro cubico (c-BN). L'eterodiamante è un materiale policristallino coagulato con nanocristalli; la polvere fine che si ottiene si tinge di colore nero bluastro. L'eterodiamante ha sia l'elevata durezza del diamante che l'ottima resistenza al calore del nitruro di boro cubico. Queste proprietà caratteristiche sono dovute alla struttura del diamante combinata con i legami sp3 σ tra il carbonio e gli atomi etero.
L'eterodiamante cubico può essere sintetizzato dall'eterodiamante simile alla grafite a pressioni superiori a 18 GPa e temperature superiori a 2200 K. Il modulo di Bulk di c-BC2N è 282 GPa, che è uno dei moduli di massa più alti noti per qualsiasi solido, ed è superato solo dai moduli di massa del diamante e del c-BN. La durezza del c-BC2N è superiore a quella dei singoli cristalli c-BN.